# Mont Shōkotsu
Le mont Shokotsu (渚滑岳, Shokotsu-dake) est l'un des sommets des monts Kitami. Culminant à 1 345 m d'altitude, il se trouve sur le territoire de la ville de Takinoue en Hokkaidō au Japon.